# Huang Jiguang
Huang Jiguang (chiń. 黄继光; pinyin Huáng Jìguāng; ur. 8 stycznia 1931, zm. 19/20 października 1952) – chiński żołnierz walczący podczas wojny koreańskiej.

## Życiorys
Huang pochodził z prowincji Syczuan. W marcu (lub w lipcu) 1951 roku wstąpił do oddziałów Chińskich Ochotników Ludowych, walczących z siłami USA w wojnie koreańskiej. Na froncie Huang został łącznikiem i został odznaczony medalem za odwagę.
Podczas bitwy o Shangganling (lub ang. Triangle Hill) 19 października 1952 batalion Huanga miał za zadanie zdobyć umocnione amerykańskie pozycje strzeżone przez bunkier. Chińczycy wysłali trzy grupy uderzeniowe z zadaniem wysadzenia punktów ogniowych przeciwnika, lecz żołnierze ci zostali ranni w nieudanym natarciu i powrócili do swoich. Wówczas Huang Jiguang zgłosił się na ochotnika do wypełnienia tej misji. Dowódca batalionu zgodził się i polecił mu poprowadzić jeszcze dwóch żołnierzy, Wu Sanyanga i Xiao Delianga. Tym razem Chińczycy zdołali wysadzić część pozycji amerykańskich, lecz jeden z żołnierzy zginął, drugi został ciężko ranny i tylko Huang mógł kontynuować walkę: podczołgał się w stronę głównego bunkra i rzucił weń granatem. Wykorzystując huk eksplozji i zasłonę dymną Chińczycy ruszyli do ataku, ale wtedy amerykańskie kaemy ponownie otworzyły ogień zaporowy. Wtedy ciężko ranny Huang, któremu skończyła się amunicja, rzucił się na ambrazurę (szczelinę kaemu) blokując ostrzał swoim ciałem, umożliwiając oddziałowi skuteczne natarcie. Za sprawą jego poświęcenia oddziały chińskie zdobyły pozycje, rozbijając dwa bataliony przeciwnika.
Huang otrzymał pośmiertnie tytuł Bohatera Bojowego. Ponadto rząd KRLD przyznał mu tytuł Bohatera KRLD oraz Order Flagi Narodowej I Klasy. Pochowany na cmentarzu Chińskich Ochotników Ludowych w Shenyangu.